# 卡普斯季亞納
50°9′42″N 30°32′12″E / 50.16167°N 30.53667°E
卡普斯蒂亞納（烏克蘭語：Капустяна）是位於烏克蘭北部的村莊，由基辅州奧布希夫區的科津市鎮負責管轄。該村始建於1830年，面積0.01平方公里，海拔高度120米，2001年人口30，人口密度每平方公里3,333.3人。